# La Chaise-Dieu
Chaise-Dieu – miejscowość i gmina we Francji, w regionie Owernia-Rodan-Alpy, w departamencie Górna Loara.
Według danych na rok 1990 gminę zamieszkiwało 778 osób, a gęstość zaludnienia wynosiła 57 osób/km² (wśród 1310 gmin Owernii Chaise-Dieu plasuje się na 284. miejscu pod względem liczby ludności, natomiast pod względem powierzchni na miejscu 677.).